# Zuiderzeevereeniging
De Zuiderzeevereeniging is een vereniging die tot doel had de inpoldering van de Zuiderzee tot uitvoering te brengen. De vereniging heeft van 1886 tot 1949 bestaan.

## De aanloop: Het Zuiderzeecomité
Na zijn zoveelste afgewezen poging om in de Friese Staten of in de Tweede Kamer der Staten-Generaal de geesten rijp te maken voor afsluiting en inpoldering van de Zuiderzee en de Waddenzee, wendt het uit Hindeloopen afkomstige Tweede Kamer lid Age Buma zich op 10 augustus 1884 tot Mr. Pieter Johannes Gesinus van Diggelen te Zwolle.
Doel is om gezamenlijk een nationale beweging in het leven te roepen, die via deskundig onderzoek een inpolderingsplan voor de Zuiderzee en de Wadden moet ontwikkelen. Van Diggelen, rechter te Zwolle en lid van de Provinciale Staten van Overijssel, is de zoon van de waterstaatsingenieur ir. B.P.G. van Diggelen, bedenker van het eerste serieuze, uit 1849 daterende inpolderingsplan voor de Zuiderzee en Wadden. Belangrijker is echter dat Pieter van Diggelen in juni 1884 juist de overleden Prins Alexander is opgevolgd als Grootmeester (voorzitter) van de nationale vergadering van Vrijmetselaarsloges.
Dankzij zijn contacten lukt het de initiatiefnemers spoedig om groot aantal invloedrijke personen voor hun zaak te winnen, onder wie de in die tijd in hoog aanzien staande Amsterdamse grootbankier Abraham Carel Wertheim. Gezamenlijk vormen zij het Zuiderzeecomité. Zodra hem de vorming van een Zuiderzeecomité ter ore komt, treedt ook de invloedrijke jongliberale politicus en oud-minister van Waterstaat, Mr. Johannes Tak van Poortvliet toe. Het comité wendt zich in 1885 vervolgens tot alle Nederlandse provincies en alle om de Zuiderzee gelegen gemeenten en waterschappen om geld en steun te verwerven voor hun streven.
Hierin zijn zij zo succesvol dat op 4 januari 1886 te Amsterdam een vergadering van 150 meest invloedrijke particulieren, zoals de waterbouwers Bos en Volker, en vertegenwoordigers van overheden de Zuiderzeevereeniging opricht.
Mr. Tak van Poortvliet besluit echter kort daarvoor om vanwege zijn toekomstige politieke carrière deze vereniging niet in het openbaar te steunen. Dat laatste is in die tijd niet onbegrijpelijk als men bedenkt dat vooraanstaande ingenieurs, gesteund door op financieel gewin beluste ontwikkelingsmaatschappijen, bij hoog en bij laag verklaard en "bewezen" hebben dat afsluiting van de Zuiderzee alleen maar mogelijk is als men de mond van de IJssel niet insluit, ofwel als men zich tot inpoldering van alleen het zuidelijk deel van deze binnenzee beperkt.

## De Zuiderzeevereeniging
Na het succes van de oprichtingsvergadering wordt de grondslag van de vereniging veilig gesteld door het vormen van een Algemeen Bestuur van 36 vertegenwoordigers van belanghebbende organisaties. Het Dagelijks Bestuur (waarin de oom van Tak van Poortvliet, de Gelderse Gedeputeerde en projectontwikkelaar Hendrik Christiaan van der Houven van Oordt, op Tak's suggestie de secretarisrol vervult) gaat op zoek naar geld om het noodzakelijk onderzoek voor hun plannen te bekostigen.
Subsidieaanvragen worden verzonden, waarborgfondsen gevormd, maar het wordt een lijdensweg, waar de vereniging in 1888 bijna aan onderdoor gaat. Dankzij het optreden van Wertheim lukt het echter toch om nèt voldoende geld bijeen te brengen om een Technisch Bureau te vormen. Op voorspraak van Tak van Poortvliet stemt de minister van Waterstaat ermee in om een van zijn meest bekwame Hoofdingenieurs van de Waterstaat, Jacob van der Toorn, voor de Zuiderzeevereeniging vrij te maken. Van der Toorn zal overigens na een jaar al vertrekken.
Aan Van der Toorn wordt als assistent Cornelis Lely toegevoegd, die in 1879 Tak van Poortvliet als toenmalig minister van Waterstaat heeft geassisteerd bij het opstellen van de Kanalenwet. Het blijkt een klein wereldje.
Na voorbereidende werkzaamheden trekken de ingenieurs er in het voorjaar van 1887 met een boot op uit om onderzoek te doen naar de geschiktheid van de bodem van de Zuiderzee en de Wadden. Daarbij ontdekken zij tot dan toe onbekende, vruchtbare grond op de plaats van de huidige Noordoostpolder. Tevens komen zij tot de conclusie dat afdamming van de Wadden om allerlei redenen onmogelijk is. De gronden bevatten, behalve langs de Friese kust, veel zand, en ook redenen van landsdefensie en het belang van de in die tijd belangrijke exporthaven Harlingen verzetten zich er tegen. En alle in Nederland beschikbare waterbouwkundige ervaring ten spijt, is het met de beschikbare techniek nog niet mogelijk om stormvloedbestendige dijken op de zanderige, waterdoorlatende Waddenbodem aan te leggen.
Dat laatste is kort daarvoor nog gebleken. Door de Friese Maatschappij tot Landaanwinning op de Friese Wadden, is namelijk in 1879 de Dam naar Ameland voltooid, die echter tijdens de stormvloeden van 1881 en 1882 zwaar beschadigd raakte.
Zo zwaar beschadigd dat de concessiehouder, Jonkheer Teding van Berkhout, toevallig de zwager van Jacob van der Toorn, de regering in 1887 om financiële steun vraagt. Iets dat door de Tweede Kamer wordt afgewezen, waarna (om de destijds gebruikelijke "onder onsjes" nog wat aanschouwelijker te maken) een drietal zakenlieden, onder aanvoering van Van der Houven van Oordt, de concessie overnemen. Zonder succes overigens, want pas later zal de voor dergelijke dijkaanleg uiterst geschikte keileem op grote schaal op de bodem van de Zuiderzee worden aangetroffen. Kortom, de beperking waartoe de ingenieurs adviseren is zo dom nog niet, temeer daar de dan al jaren woedende landbouwcrisis de roep om landbouwgronden aanzienlijk tempert.
Hoewel deze beperking van de doelstelling van de Zuiderzeevereeniging bij enkelen nog wel weerstand oproept, lukt het Lely, die vanaf oktober 1887 de leiding over het Technisch Bureau op zich neemt, de belangrijkste bestuursleden snel van de juistheid van deze planbeperking te overtuigen. Temeer daar beide ingenieurs snel weten aan te tonen dat afsluiting van de Zuiderzee via een lijn vanaf Wieringen naar de Friese kust ten zuiden van Harlingen goed mogelijk is, en de waterafvoer uit de dan binnen deze afsluiting vallende IJsselmond geen onoverkomelijk probleem vormt. Het water van de IJssel en de Overijsselse Vecht kan namelijk via in de Afsluitdijk te bouwen sluizen voldoende naar zee te kunnen worden afgevoerd.
Daarna gaat het snel: Voordrachten die gehouden worden voor de ingenieursvereniging, klinkende resultaten van deskundig grondmonsteronderzoek te Wageningen, minder onderhoud aan de Zuiderzeedijken en een oplosbaar gebleken afwateringsprobleem voor de  omliggende polders en rivieren, doen hun werk.

## Het politieke vervolg
Lely voltooit zijn rapporten en wordt, nog vóór deze door de Zuiderzeevereeniging zijn gepubliceerd, door Tak van Poortvliet uitgenodigd om als minister van Waterstaat, Handel en Nijverheid toe te treden tot het jongliberale kabinet-Van Tienhoven (1891-1894), waarin Tak van Poortvliet zelf minister van Binnenlandse Zaken wordt.
Lely stelt spoedig een Staatscommissie in, om de regering te laten adviseren over de uitvoerbaarheid van zijn plan. In deze dubbelrol verkrijgt hij, tijdens een door het bestuur van de Zuiderzeevereeniging aangevraagde audiëntie, van hen toestemming om de Staatscommissie over de onderzoeksresultaten van zijn eerder werk te laten beschikken.
De Staatscommissie oordeelt positief en adviseert om het Zuiderzeeplan van staatswege te laten uitvoeren. Van der Houven van Oordt zet zich namens de Zuiderzeevereeniging aan het schrijven van een uitvoerig sociaal-economisch boekwerk, waarin de financiële haalbaarheid wordt verdedigd, maar het komt onder dit kabinet niet tot een wetsvoorstel. Het kabinet Van Tienhoven/Tak van Poortvliet struikelt in 1894 namelijk over de blijkbaar al te vooruitstrevende kieswet die Tak van Poortvliet heeft ingediend.
Terugkijkend kan worden gezegd dat de Zuiderzeevereeniging op dat moment haar initiatief al kwijt was, ook al hebben tot in de crisisjaren van 1930 velen van naam zich vanuit de vereniging nog ingezet voor de uitvoering van de Zuiderzeeplannen.

## Stagnatie
In 1897 wordt Lely opnieuw minister van Waterstaat, nu in het kabinet-Pierson.
Steun van Tak van Poortvliet, wiens invloed na het Kieswetdebacle van 1894 danig is aangetast, heeft hij dan al minder nodig. In 1901 is een wetsontwerp klaar, maar de liberale nederlaag bij de Kamerverkiezingen gooit roet in het eten. Het confessionele kabinet-Kuyper trekt het wetsvoorstel in.
Dan volgt een lang intermezzo, waarin Lely tussen 1902 en 1905 als Gouverneur naar Suriname vertrekt, en Mr. Gerard Vissering (secretaris van de Zuiderzeevereeniging na het overlijden van Van der Houven van Oordt in 1901) naar Oost-Indië gaat om daar directeur te worden van de Javasche Bank.

## De Zuiderzeewet van 1918
Pas in 1913 keert het tij. Vissering is terug en in 1912 president van De Nederlandsche Bank en in 1913 voorzitter van de Zuiderzeevereeniging geworden, en Cornelis Lely wordt in 1913 voor de derde maal minister van Waterstaat in het (oorlogs)kabinet-Cort van der Linden (1913-1918).
De troonrede van 1913 meldt het voornemen om in die kabinetsperiode een Zuiderzeewet aan het parlement voor te leggen, maar de regering krijgt snel haar handen vol aan het handhaven van de Nederlandse neutraliteit tijdens de uitgebroken Eerste Wereldoorlog.
Doch eindelijk zit het Lely dan mee. Juist de strikt te betrachten neutraliteit richt de aandacht op de noodzaak van een eigen nationale voedselvoorziening, en daar is extra landbouwgrond voor nodig. En tot overmaat van ramp breken de dijken rond de Zuiderzee in begin 1916 ook nog eens door. Waarbij de tot in Amsterdam ondergebrachte koeien uit het ondergelopen Waterland niet alleen de bevolking, maar ook de Beurs er van doordringen dat handelen geboden is.
En zo komt, tot ergernis van minister van Financiën Van Gijn, voor het eerst sinds 1892 de zaak weer in beweging en wordt op 14 juni 1918 de door het Parlement goedgekeurde Zuiderzeewet in het Staatsblad afgekondigd.
Daarna is het nog slechts een kwestie van tijd. Oud-minister Van Gijn blijft zich vanwege de door hem verwachte hoge rente tegen de afdamming en inpoldering der Zuiderzee verzetten, maar Vissering - die nog steeds president van De Nederlandsche Bank is - dient hem als voorzitter van de Zuiderzeevereeniging keer op keer van repliek. Ter voorbereiding en begeleiding van de uitvoering van de Zuiderzeewerken wordt de Zuiderzee-Raad ingesteld, met Lely als voorzitter en Vissering als lid en als later vicevoorzitter.
Slechts op de achtergrond is er nog verzet, behalve van vissers ook van Koningin Wilhelmina, die vreest dat na afdamming en inpoldering van de Zuiderzee de Hollandse Waterlinie bij oorlogsgevaar niet snel genoeg onder water kan worden gezet.
Een proefpolder bij Andijk volgt en reeds voor de Afsluitdijk is aangelegd wordt begonnen met de inpoldering van de Wieringermeer. Deze werkelijkheid en de voortschrijdende inzichten over moderne oorlogsvoering winnen het pleit. Drie jaar na het overlijden van Lely (in 1929) wordt de Afsluitdijk gesloten, en breekt de tijd aan voor wat nu onze Twaalfde Provincie is.
De Wieringermeerpolder wordt in gebruik genomen, en zelfs aan de Noordoostpolder mag van de bezetter tijdens de Tweede Wereldoorlog worden doorgewerkt. Want ook die ziet, tot 1944 blind voor het aflopen van de oorlog, voor zichzelf het belang van de voedselvoorziening in.
De Zuiderzeevereeniging raakt overbodig en wordt enigszins over tijd in 1949 opgeheven.